# Roy Cooper
Roy Asberry Cooper III (Nashville, 13 giugno 1957) è un politico statunitense, governatore della Carolina del Nord dal 2017 al 2025. In precedenza, Cooper ha servito come Procuratore generale della Carolina del Nord dal 2001 al 2017, come senatore statale dal 1991 al 2001 e ancor prima come membro della Camera dei Rappresentanti della Carolina del Nord dal 1987 al 1991. 
Nel 2024, Cooper è stato preso in considerazione dalla candidata alla presidenza degli Stati Uniti d'America e Vicepresidente in carica Kamala Harris per la carica di candidato Vicepresidente degli Stati Uniti d'America nelle elezioni presidenziali dello stesso anno.

## Biografia
Cooper nasce a Nashville, nella Carolina del Nord, e crebbe in una zona rurale. Da adolescente si guadagnò da vivere lavorando nei campi di tabacco, fino a quando ricevette una borsa di studio all'Università della Carolina del Nord a Chapel Hill, servendo come presidente universitario dei Young Democrats of America. Ricevette inoltre nella stessa università un J.D..

## Carriera politica

### Congresso della Carolina del Nord (1987-2001)
Dopo aver praticato legge, Cooper venne eletto alla Camera dei Rappresentanti nel 1986 e venne poi nominato al Senato nel 1991. Nel 1997 venne eletto leader della maggioranza democratica al Senato.

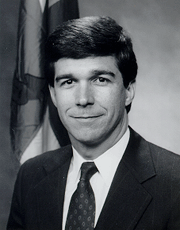
Ritratto ufficiale del Senatore della Carolina del Nord Roy Cooper.

### Procuratore Generale della Carolina del Nord (2001-2017)
Alla fine del 2000 venne eletto Procuratore generale per lo stato della Carolina del Nord ed entrò ufficialmente in carica agli inizi del 2001, per poi essere rieletto per un secondo mandato nel 2004. Nel 2008 si ripresentò per un terzo mandato e venne facilmente eletto, ottenendo più voti di un qualsiasi altro candidato ed infine nel 2012 si ripresentò per un quarto mandato, risultando ancora una volta eletto.

### Governatore della Carolina del Nord (2017- )
Nel 2016 si candidò a Governatore della Carolina del Nord scontrandosi con il Governatore uscente Pat McCrory. Le elezioni si conclusero con la vittoria di Cooper, il quale vinse con uno strettissimo margine di voti sull'avversario, il quale chiese un riconteggio dei voti per controllare che non vi fossero irregolarità. Circa un mese dopo le elezioni, tutti i voti vennero ricontati e tutto era nella norma senza nessun broglio o irregolarità. Alla fine il governatore uscente McCrory concesse la vittoria a Cooper, che ha assunto le funzioni di Governatore il 1º gennaio.

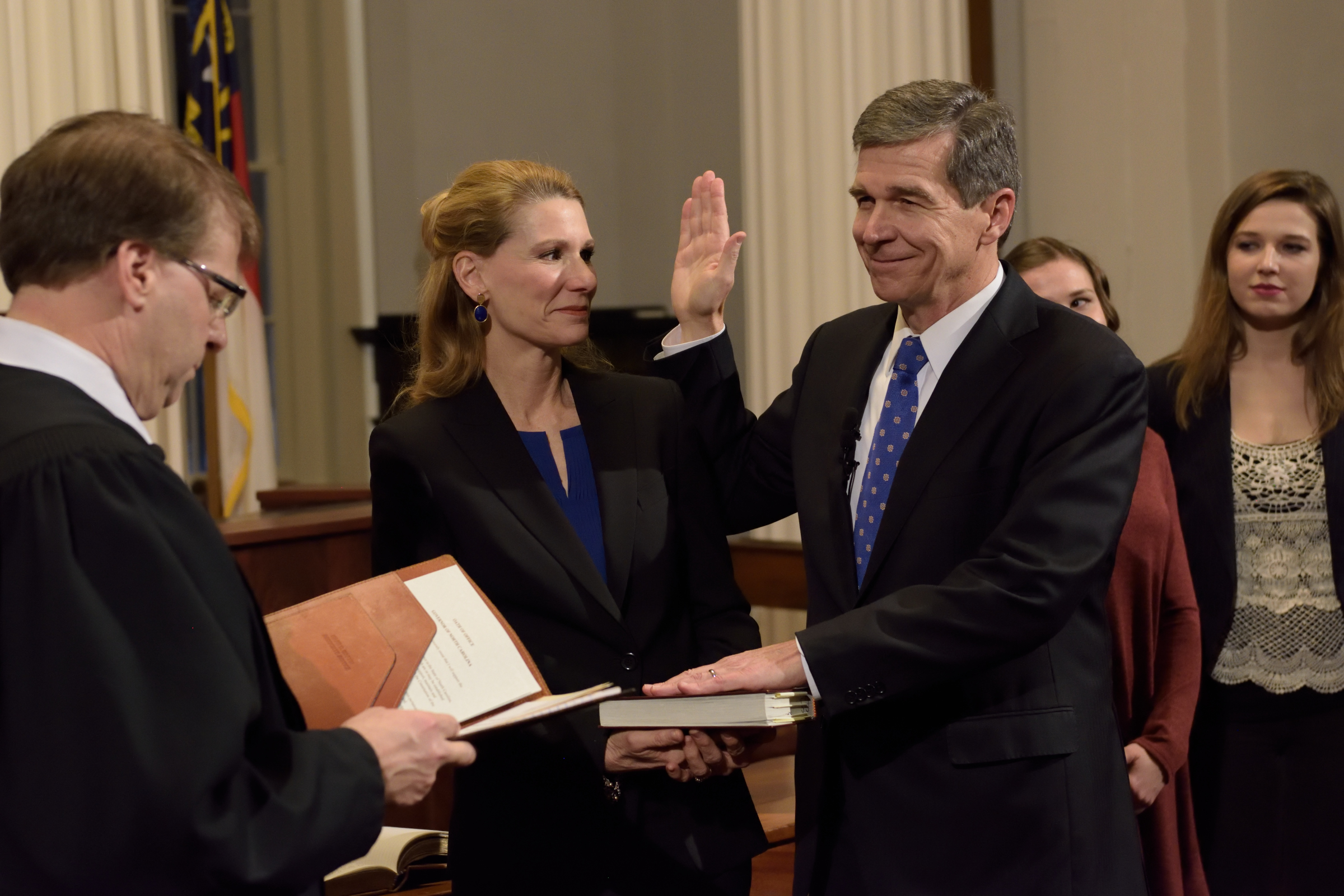
Roy Cooper giura come 75º Governatore della Carolina del Nord.

Cooper viene riconfermato Governatore della Carolina del Nord alle elezioni governatoriali del 2020, sconfiggendo con il 51,2 % dei voti il Vicegovernatore repubblicano Dan Forest, fermo al 47%.
La scadenza naturale del mandato di Cooper é prevista per il 1º gennaio 2025, dopo 8 anni e 2 mandati da Governatore, succeduto dal collega di partito e Procuratore generale durante il proprio periodo di governo Josh Stein.